# Був справжнім трубачем (фільм)
«Був справжнім трубачем» (рос. Был настоящим трубачом) — російський радянський телефільм 1973 року, друга режисерська робота Костянтина Бромберга.

## Синопсис
Заснований на реальних подіях фільм розповідає про петроградського агітатора, дев'ятирічного Коте Мгеброва-Чеканова.
Коте, син актора, змалку виступав в любительских постановках, читав вірші на революційну та комуністичну тематику, в тому числі на передовій під час війни з Врангелем та придушення повстання в Кронштадті. 22 квітня 1922 року він намагався під'їхати кілька зупинок на трамваї, але невстановлений чоловік скинув його під колеса, внаслідок тяжких травм хлопчик загинув. Його урочисто було поховано на Марсовому полі разом з революціонерами, а могила Коте протягом всього існування радянської піонерії слугувала місцем урочистого прийняття до піонерів.